# 阿尔克马尔
52°38′N 4°45′E / 52.633°N 4.750°E
阿尔克马尔（荷蘭語：Alkmaar）是荷兰北荷兰省的一座城市和市镇，人口94,111（2005年）。
阿尔克马尔的奶酪集市是荷兰最为著名的旅游景点之一。

## 历史
在历史文献中，阿尔克马尔第一次被提及是在10世纪。随着由村庄发展为集镇，阿尔克马尔于1254年正式建市。城市最古老的部分位于一座古代沙坝，它在中世纪起着阻挡海水侵蚀的作用。
1573年，阿尔克马尔成功抵御住了费尔南多·阿尔瓦雷斯·德托莱多率领的西班牙军队的围攻，成为荷兰第一座脱离西班牙占领的城市。围攻结束的10月8日也成为阿尔克马尔的庆祝日。

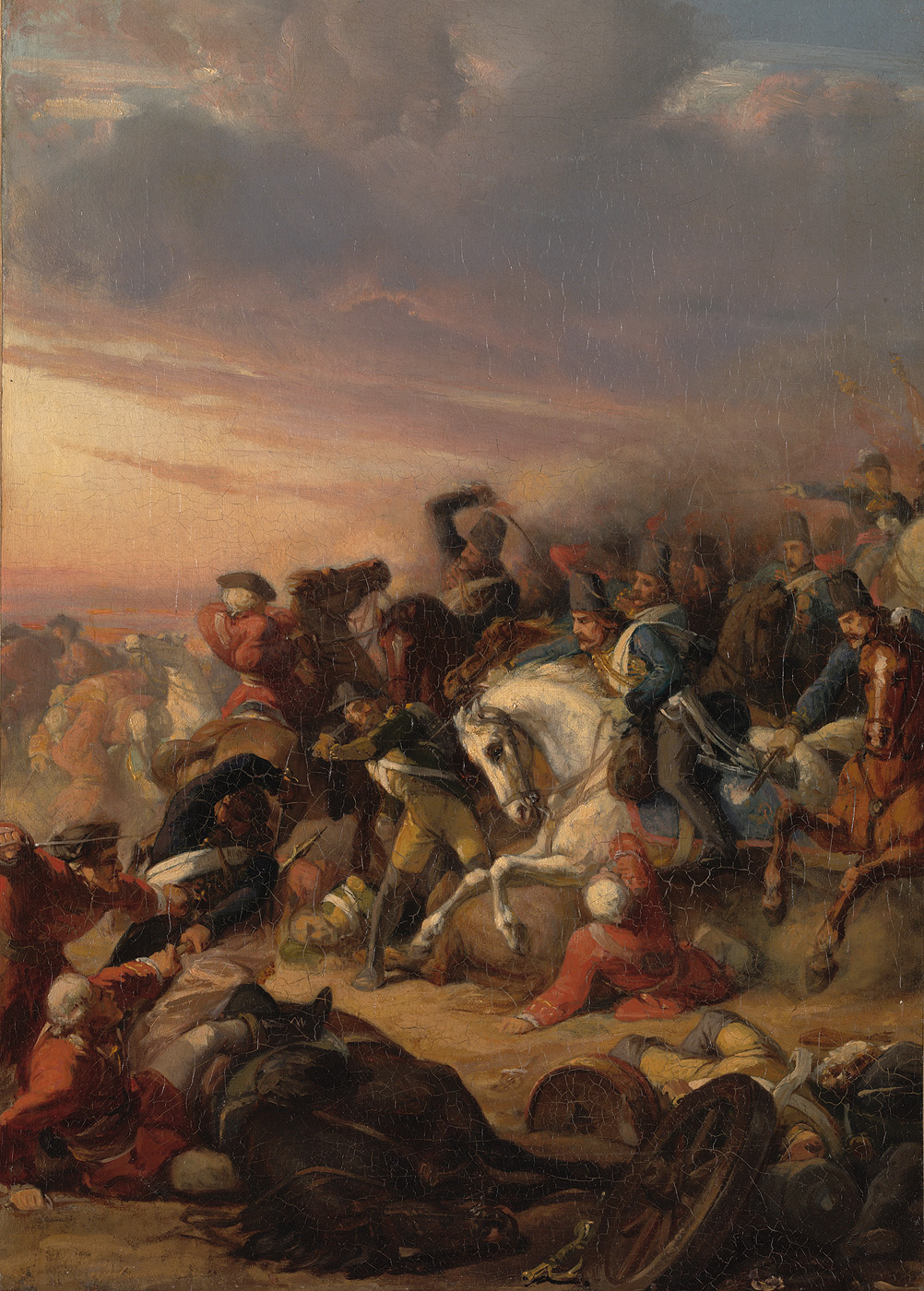
卡斯特里克姆战争

1799年，在法国大革命战争中，一支英俄远征军占领阿尔克马尔，但最终在卡斯特里克姆战役中被打败。该事件介绍还被刻在了巴黎凯旋门上。

## 名人
- 科尔内留斯·德雷贝尔：第一艘适航潜艇发明者

## 友好城市
| - 英国 巴斯 - 土耳其 貝爾加馬 - 德国 達姆施塔特 | - 匈牙利 陶陶 - 法國 特魯瓦 |

## 圖片

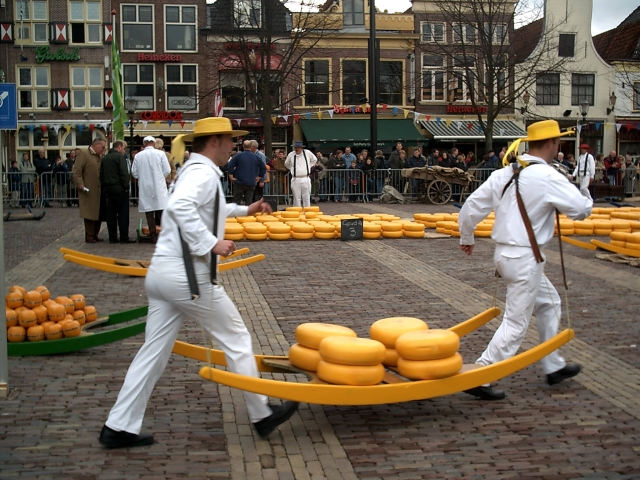
阿尔克马尔的奶酪市場

## 來源
1. ↑  . The Mayor of Bath.   [15 July 2013]. （原始内容存档于17 May 2011）.
2. ↑  . Bath and North East Somerset Council.   [12 December 2007]. （原始内容存档于27 October 2007）.
3. ↑  . Büro für Städtepartnerschaften und internationale Beziehungen.   [26 July 2013]. （原始内容存档于23 July 2013） （德语）.